# Pirdjamal
Pirdjamal est un village de la région de Khodjaly en Azerbaïdjan. Comprenant également la localité d'Aranzamin, elle compte au total 248 habitants en 2005.